# Nor-Am Cup 1989
La Nor-Am Cup 1989 fu la 14ª edizione della manifestazione organizzata dalla Federazione Internazionale Sci.
In campo maschile lo statunitense Barry Galvin si aggiudicò sia la classifica generale, sia quella di slalom gigante; il suo connazionale A J Kitt vinse quelle di discesa libera e di supergigante e il canadese Greg Grossmann quella di slalom speciale. Lo statunitense Felix McGrath era il detentore uscente della Coppa generale.
In campo femminile la statunitense Diann Roffe si aggiudicò sia la classifica generale, sia quelle di slalom gigante e di slalom speciale; le sue connazionali Adele Allender e Kristin Krone vinsero rispettivamente quelle di discesa libera e di supergigante. La statunitense Monique Pelletier era la detentrice uscente della Coppa generale.